# Голубовська Надія Йосипівна
Надія Йосипівна Голубовська (30 серпня 1891, Санкт-Петербург — 5 грудня 1975, Ленінград) — російська піаністка, клавесиністка та музичний педагог. Заслужена артистка РРФСР (1937).

## Біографія
Загальну освіту здобула в жіночій гімназії Петрішуле (1900—1907).
Закінчила Санкт-Петербурзьку консерваторію (1914), учениця Олександри Розанової та Сергія Ляпунова; вважають, що на випускному іспиті Голубовська була головною суперницею Сергія Прокоф'єва за вищу нагороду випускнику — медаль імені Антона Рубінштейна.
1923 року протягом трьох місяців стажувалася в Берліні, вивчаючи гру на клавесині.

Виступала з 1915 року. 1917 року дала перший сольний концерт, у рецензії на який було зазначено:
… багато тонкої поезії, живого почуття; велика ритмічна чіткість поєднується з емоційною пристрасністю та нервовістю.— В'ячеслав Каратигін, музичний критик
Одночасно виступала як акомпаніатор — зокрема, зі співачкою Зоєю Лодій та скрипалем Михайлом Рейсоном.
В 1930-60-і роки було зроблено ряд записів Голубовської, переважно з радіотрансляції, — в тому числі концерт № 23 і ряд сольних творів В. А. Моцарта, соната № 3 Ф. Шопена, твори Ж. Ф. Рамо, Доменіко Скарлатті, Г. Ф. Генделя. У післявоєнні роки, однак, Голубовська приділяла переважно увагу педагогічній роботі — втім, мемуаристи згадують про її часті літні концерти в Тарусі.
З 1920 року викладала в Ленінградської консерваторії (з 1935 року професор), де виховала багатьох концертуючих піаністів; серед них Н. Щемелінова, В. Нільсен, М. Карандашева, А. Угорський, Г. Тальрозе, Е Шишко.
В 1941-1944 роках Голубовська завідувала фортепіанною кафедрою Уральської консерваторії, а з 1945 по 1963 рік була консультантом Талліннської консерваторії.

## Вибрані праці
- Голубовская Н. И. Искусство педализации. — Л., 1967.
- Голубовская Н. И. Искусство исполнителя. — СПб.: Композитор-Санкт-Петербург, 2007. — 486 с. — 1000 экз. — ISBN 5-7379-0283-8

* Голубовская Н. И. О музыкальном исполнительстве. — Л.: Музыка, 1985. — 143 с. — 22 000 экз.